# Mikadotrochus salmianus
Mikadotrochus salmianus (Rolle, 1899) é uma espécie de molusco gastrópode marinho da família Pleurotomariidae, nativa do oeste do oceano Pacífico.

## Descrição
Mikadotrochus salmianus possui uma concha em forma de cone com até 12 centímetros. Fenda lateral, típica de Pleurotomariidae, curta e bem demarcada quando preenchida pelas voltas anteriores. Relevo de estrias em espiral, atravessadas por finas linhas de crescimento. A coloração é creme esbranquiçada, ou alaranjada, com manchas avermelhadas em padrões característicos na base de cada volta.

## Distribuição geográfica
São encontrados no oeste do oceano Pacífico (Filipinas ao Japão).